# Relaciones Azerbaiyán-Eslovaquia
Las relaciones Azerbaiyán-Eslovaquia son las relaciones diplomáticas entre Azerbaiyán y Eslovaquia. Las relaciones bilaterales entre los dos países se establecieron el 23 de noviembre de 1993. El grupo de trabajo de Azerbaiyán-Eslovaquia sobre relaciones interparlamentarias opera en la Asamblea Nacional de Azerbaiyán. Este grupo de trabajo se estableció el 5 de diciembre de 2000 y su primer jefe fue Shamil Gurbanov. Desde el 4 de marzo de 2016, Shamsaddin Hajiyev es el jefe del grupo de trabajo.